# Сви у напад: Светско такмичење
Сви у напад: Светско такмичење (енгл. Bring It On: Worldwide Cheersmack) америчка је филмска комедија из 2017. године, у режији Роберта Адетујија, по сценарију Алисон Фауз. Наставак је филма Сви у напад: Борба до краја (2009) и шести део серијала Сви у напад. Главне улоге глуме Кристин Проспери и Софи Вавасо.
Наставак, Сви у напад: Навијај или умри, приказан је 2022. године.

## Радња
Када је Дестини (Кристин Проспери), капитен троструких националних шампиона у чирлидингу, изазвана на обрачун од стране новог тима, она пристаје на виртуелну битку са тимовима из целог света.

## Улоге
- Кристин Проспери као Дестини
- Софи Вавасо као Хана
- Џордан Родригес као Блејк
- Џија Ре као Вилоу
- Натали Волш као Роксен
- Вивика А. Фокс као Богиња Чирлидинга